# كلافام

حمض الكلافولانيك

كلافام (Clavam) هو جزيء مشابه لل بينام، ولكن الأكسجين تم الاستعاضة عن بالكبريت. وهكذا، من المعروف أيضا على أنها oxapenams. 

وكمثال له حمض الكلافولانيك, من هذا الصنف نجد أنه اتى اسم المركب .

## الزمرة الدوائية
مضادات الجراثيم. هو مثبط لإنزيم البيتالاكتاميز beta-lactamase الذي تفرزه بعض البكتريا المقاومة للمضَادات الحيوية التي تحتوى على نواة البيتالاكتام كالبنيسيللين والأموكسيسيلّين.

## الخواص
ينتمي المركب لزمرة مثبطات البيتا لاكتاماز